# 박병열
박병열(朴炳烈, 1952년 12월 11일 ~ )은 대한민국의 제4·5·6·7대 전라남도의원이었다.

## 학력
- 쌍봉국민학교 졸업
- 여수중학교 졸업
- 여수고등학교 중퇴

### 비학위 수료
- 전남대학교 행정대학원 관리자 과정 수료

## 경력
- 아시아·태평양화재단 후원회 위원
- 새정치국민회의 여수시 갑 지구당 수석 부위원장
- 1991.07 ~ 1995.06 제4대 전라남도의회 의원
- 1995.07 ~ 1998.06 제5대 전라남도의회 의원
- 1995.07 ~ 1996.12 제5대 전라남도의회 전반기 건설위원회 위원장
- 1997.01 ~ 1998.06 제5대 전라남도의회 후반기 건설위원회 위원장
- 1998.07 ~ 2002.06 제6대 전라남도의회 의원
- 1998.07 ~ 2000.07 제6대 전라남도의회 전반기 행정자치위원회 의원
- 2000.07 ~ 2002.06 제6대 전라남도의회 후반기 행정자치위원회 의원
- 2002.07 ~ 2006.06 제7대 전라남도의회 의원
- 2004.07 ~ 2006.06 제7대 전라남도의회 후반기 행정자치위원회 의원
- 더불어민주당 전남도당 여수시 을 지역위원회 위원장

## 역대 선거 결과
|  | 56.3% |

|  | 54.88% |

|  | 40.55% |

|  | 30.45% |

|  | 49.86% |